# D (lenguaje de programación)
D es un lenguaje de programación de propósito general desarrollado por Walter Bright cuya primera versión apareció en 1999. Se origina como un rediseño de C++, con un enfoque más pragmático, pero no es un lenguaje puramente derivado del anterior. D ha mantenido algunas características de C++ y también está influido por otros conceptos de otros lenguajes como Java, C# y Eiffel.

## Características
D está siendo diseñado con lecciones aprendidas del uso de C++ en vez de ser diseñado desde una perspectiva teórica. Aunque usa muchos de los conceptos de C/C++ también descarta algunos, y por lo tanto no es compatible con código escrito en C o C++. D retiene la habilidad de C++ de hacer código de bajo nivel, permitiendo incluir código en ensamblador. La herencia múltiple de C++ es reemplazada por herencia simple e interfaces y 'mixins'. La sintaxis de declaración y la sintaxis para las expresiones se parecen a las de C++.
El soporte del lenguaje ensamblador demuestra una de las diferencias entre D con respecto a otros lenguajes como Java y C#. Esto permite incluir código específico de la máquina con código D, una técnica comúnmente usada por programadores de software de sistema para acceder a características de bajo nivel necesarias para interactuar directamente con el hardware, permitiendo escribir software como sistemas operativos y drivers.
D incluye soporte para comentarios de documentación, pero hasta ahora sólo el compilador entregado por Digital Mars implementa un generador de documentación.

### Orientada a objetos
La programación orientada a objetos está basada en herencia simple, con todas las clases derivadas de la clase Object. D no soporta herencia múltiple; en vez de eso, usa interfaces parecidas a las de Java, que son comparables a las clases abstractas de C++.

### Metaprogramación
La Metaprogramación está soportada por una combinación de plantillas, la ejecución de funciones en tiempo de compilación, tuplas y 'mixins' de cadenas. Soporta CTFE (evaluación de funciones en tiempo de compilación). Los siguientes ejemplos demuestran algunas de las características en tiempo de ejecución del lenguaje D.
Las plantillas en D se pueden escribir en más de un estilo imperativo comparado con el estilo funcional de las plantillas de C++. El siguiente ejemplo es una función regular que calcula el producto factorial de un número:
```
ulong
 
factorial
(
ulong
 
n
)

{

    
ulong
 
Producto
 
=
 
1
;

    
for
(
ulong
 
i
 
=
 
2
;
 
i
 
<=
 
n
;
 
i
++){

        
Producto
 
*=
 
i
;

    
}

    
return
 
Producto
;

}

```

Aquí, se muestra el uso de la palabra reservada static for (la construcción iterativa en tiempo de ejecución en D), para construir una plantilla que es capaz de realizar el mismo cálculo:
```
template
 
Factorial
(
ulong
 
n
)

{

    
ulong
 
Producto
 
=
 
1
;

    
static
 
for
(
i
 
=
 
2
;
 
i
 
<=
 
n
;
 
i
++){

        
Producto
 
*=
 
i
;

    
}

    
return
 
Producto
;

}

```

En los siguientes dos ejemplos, la plantilla y la función definidas arriba se utilizan para calcular factoriales. No es necesario especificar explícitamente los tipos de las constantes cuando el compilador infiere sus tipos desde el lado derecho de las asignaciónes:
```
enum
 
fact_7
 
=
 
Factorial
!(
7
);

```

Este es un ejemplo de una función en tiempo de ejecución. Las funciones ordinarias pueden usar constantes, aunque expresiones en tiempo de ejecución deben reunir ciertos criterios:
```
enum
 
fact_9
 
=
 
factorial
(
9
);

```

La función std.string.format, del estilo printf, sirve para dar formato a los datos (también en tiempo de ejecución, a través de CTFE (ejecución de función en tiempo de ejecución), y el pragma "msg" (directiva) que muestra el resultado en tiempo de ejecución:
```
import
 
std
.
string
 
:
 
format
;

pragma
(
msg
,
 
format
(
"7! = %s"
,
 
fact_7
));

pragma
(
msg
,
 
format
(
"9! = %s"
,
 
fact_9
));

```

Los "mixins" de cadenas, combinadas con las CTFE, permiten generar código D usando operaciones expresadas en cadenas de caracteres, en tiempo de ejecución. Puede ser utilizado para análisis sintáctico de un lenguaje específico del dominio hacia código D, el cual se compila como parte del programa:
```
import
 
FooToD
;
 
// Modulo hipotetico que contiene una funcion que analiza el código fuente Foo

               
// y devuelve el código D equivalente

void
 
main
()

{

    
mixin
(
fooToD
(
import
(
"example.foo"
)));

}

```

### Funciones
D soporta características de programación funcional tal como funciones anónimas, clausuras, objetos recursivamente immutables y el uso de funciones de orden superior. Hay dos sintaxis para funciones anónimas, incluyendo una forma de declaración múltiple y una notación abreviada de expresiones simples:
```
int
 
function
(
int
)
 
g
;

g
 
=
 
(
x
)
 
{
 
return
 
x
 
*
 
x
;
 
};
 
// forma larga

g
 
=
 
(
x
)
 
=>
 
x
 
*
 
x
;
 
// forma abreviada

```

### Manejo de memoria
La memoria es usualmente manejada por un recolector de basura, pero objetos específicos pueden ser finalizados inmediatamente cuando salen del ámbito. Es posible el manejo de memoria explícito usando los operadores sobrecargados new y delete, y simplemente llamando las funciones malloc y free de C directamente. La recolección de basura puede ser controlada: los programadores pueden agregar y excluir rangos de memoria de ser observados por el recolector, pueden pausar y reanudar el recolector y forzar un ciclo generacional o de recolección completa. El manual da muchos ejemplos de cómo implementar diferentes esquemas de manejo de memoria altamente optimizados para cuando la recolección de basura es inadecuada para el programa.

### Interacción con otros sistemas
La API de C es admitida, al igual que todos los tipos fundamentales y derivados de C, permitiendo acceso directo al código existente escrito en C y bibliotecas. La biblioteca estándar de C es parte del D estándar. A menos que se usen namespaces muy explícitos puede ser de alguna forma difícil de acceder, como se puede observar en módulos escritos en D que hagan uso de dicha característica. Pero la biblioteca estándar de D es usualmente suficiente.

## Ejemplos

### Ejemplo 1
Este programa imprime sus argumentos de la línea de comandos. La función principal main es el punto de inicio de un programa en D, y args es un arreglo de cadena de caracteres que representa los argumentos de línea de comandos. En D, string es un arreglo de caracteres, que se representa con char[] en D1, o immutable(char)[] en D2.
```
import
 
std
.
stdio
:
 
writefln
;

void
 
main
(
string
[]
 
args
)

{

    
efln
(
"args[%d] = '%s'"
,
 
i
,
 
arg
);

}

```

La palabra reservada foreach puede iterar cualquier colección. En este caso, produce una sucesión de índices (i) y valores (arg) desde el arreglo args. El índice i y el valor arg tiene sus tipos inferidos desde del tipo del arreglo args.

## Implementación
Las implementaciones actuales de D compilan el código directamente a código máquina para lograr una ejecución eficiente.
Cambios al lenguaje no se hacen regularmente desde la versión 1.0. El diseño está virtualmente congelado, y nuevos lanzamientos se concentran en resolver bugs existentes. El compilador oficial de Walter Bright define el lenguaje.
- DMD: El compilador de Digital Mars, el compilador oficial de D. El front end está bajo la licencia Artistic License y la licencia GNU GPL; las fuentes para el front end son distribuidas con los binarios del compilador. El back end es propietario, pero el código es abierto.
- GDC: Un front end para el back end GCC, construido usando las fuentes del compilador DMD. Snapshots soportan la versión 2.0 del lenguaje.
- LDC: Un compilador basado en DMD y usa LLVM como back end. El backend LLVM permite que LDC logre optimizar el código alcanzando rendimiento similar a C/C++ e incluso superándolo en ocasiones.

## Herramientas de desarrollo
D todavía no está soportado en muchos entornos de desarrollo, lo cual es un problema esencial para muchos usuarios. Editores que pueden ser usados incluyen a Entice Designer, emacs, vim, SciTE y Zeus entre otros. Vim soporta el resaltado de sintaxis y completado de código (a través de ctags parcheados). Code::Blocks incluye soporte parcial del lenguaje.
Hay dos plu-gins en desarrollo para Eclipse, Descent y Mmrnmhrm.
Adicionalmente, hay IDEs escritas en el propio D como Poseidon, que incluye completado de código, resaltado de sintaxis y depurador.
Aplicaciones escritas en D pueden ser depuradas con cualquier depurador de C o C++, como GDB o WinDbg, aunque soporte para varias características fundamentales de D es limitado. Un depurador con soporte explícito para D es Ddbg para Windows. El depurador comercial ZeroBUGS para Linux tiene soporte experimental para D. Ddbg puede ser usado con varios IDEs o desde la línea de comandos, ZeroBUGS tiene su propia interfaz gráfica.

## Problemas y controversias

### Sobrecarga de operadores
La sobrecarga de operadores en D a veces son menos poderosas que las de C++. Un ejemplo es el opIndex, que sufre porque D no permite regresar referencias. Esto hace operaciones como obj[i]++; imposibles. La solución parcial de D es el operador opIndexAssign, que solo repara casos donde la expresión indexeada es solo un valor L como obj[i] = 5 pero no los casos originales.

### División en la biblioteca estándar
La biblioteca estándar en D es llamada Phobos. Algunos miembros de la comunidad piensan que Phobos es demasiado simple y que posee numerosos problemas, por lo cual un reemplazo llamado Tango fue escrito. Sin embargo, Tango y Phobos eran incompatibles debido a varias diferencias (soporte de hilos, recolector de basura, etc). La existencia de dos bibliotecas, ambas de uso elevado, llevó a problemas significativos donde algunos paquetes usan Phobos y otros usan Tango. Este problema fue resuelto con la versión 2.0 del lenguaje.

### Soporte sin finalizar para bibliotecas compartidas/dinámicas
Bibliotecas compartidas ELF de Unix son soportadas hasta un punto usando el compilador GDC. En Windows, DLLs son soportadas y permiten a objetos recolectados por el recolector de basura de ser seguramente pasados a funciones de C, ya que el recolector de basura revisa el stack por punteros. Sin embargo, todavía hay limitaciones con DLLs en D incluyendo el hecho de que la información en tiempo de ejecución de clases definidas en la DLL es incompatible con esas definidas en el ejecutable, y que cualquier objeto creado desde la DLL debe ser finalizado antes de que la DLL sea descargada.